# Wanareja (Rimbo Ulu)
Wanareja is een bestuurslaag in het regentschap Tebo van de provincie Jambi, Indonesië. Wanareja telt 8404 inwoners (volkstelling 2010).